# Ulopeza alenialis
Ulopeza alenialis là một loài bướm đêm trong họ Crambidae.